# Río Truckee
El Río Truckee es un río de 195 kilómetros (121 millas) de longitud situado en los estados de California y Nevada, EE. UU. Es la única salida del lago Tahoe y drena parte de la alta Sierra Nevada, desembocando en el Lago Pirámide en la Gran Cuenca. 